# مسجد الأمير قوصون
مسجد الأمير قوصون أو مسجد قيسون بناه الأمير الكبير سيف الدين قوصون الساقي الناصري سنة 730هـ- 1330م خارج باب زويلة، وافتتحه للصلاة السلطان الناصر محمد بن قلاوون. وهو قائم حاليا بشارع محمد علي بالقلعة.

## المنشئ
حضر قوصون إلى مصر من بلاد بركد في بخارى بصحبة خوند ابنة أوزبك التي تزوجها الناصر محمد بن قلاوون سنة 720هـ/1320م، واعجب به السلطان الناصر فاشتراه، ونال حظوة عنده وبلغ أعلى المراتب في القصر السلطاني واستدعى السلطان أفزاد أسرته إلى مصر، وتزوج أخته كما تزوج قوصون أخت السلطان سنة 1327م. وفي حكم السلطان كجك بن الناصر تقلد نيابة السلطان بمصر. في سنة 1342م في حكم السلطان أحمد بن الناصر تآمر عليه كبار الأمراء حسدا وقبض عليه وسجن بالإسكندرية حتى مات.

## الوصف
لم يبق من مسجد قوصون الأصلي سوى الباب الشمالي والعديد من الشبابيك الجصية والزخارف والكتابات التي تسجل تاريخ بناء المسجد واسم المنشئ. وعلى الكتف الأيسر الباب مزولة عليها اسم صانعها احمد الحريري وتاريخ صنعها 785هـ (1383م) 2. جدد المسجد وأعيد بناء صحنه وأروقته سنة 1893 في عهد الخديوي عباس حلمي الثاني، والصحن الحالي مغطى بقبة من الخشب. وذكر علي مبارك في الخطط أن جزء كبيراً من جامع قوصون أخذ عند فتح شارع محمد علي ويشمل الساقية والمئذنة. وقد وضع علي مبارك خطة تجديد المسجد وإعادة بناء ما تهدم منه عندما كان وزيراً للأوقاف، ولم تتم أعمال التجديد إلا في سنة 1893م.